# Chiesa di Santa Filomena (Ugento)
La chiesa di Santa Filomena è una chiesa sconsacrata, nel cuore del centro storico di Ugento, annessa all’ex convento delle monache benedettine, oggi sede del comune.

## Storia
La chiesa di Santa Filomena è annessa all’antico monastero delle Benedettine, sorto nel 1500 per volere di donna Gabriella Cortese di Ugento. Nel 1537 una parte dell'edificio andò distrutto, per mano dei turchi, e le suore vennero prima violentate e poi vendute come schiave sui mercati di Turchia. L’unica superstite fu la Badessa, Suor Claramene da Brindisi, che, dopo questi avvenimenti, riprese le redini del monastero.  Intorno al 1700 si iniziò a restaurare la parte distrutta del monastero e anche la chiesa annessa. Non si conoscono le sue condizioni  prima del restauro né si può dire con esattezza, quali interventi furono compiuti, ciò che è certo è  che l'interno fu interamente restaurato e ornato di pregevoli stucchi. Questi interventi ebbero la durata di due anni. Con l’avvento napoleonico e con un decreto del 21 aprile 1813, il monastero fu confiscato e divenne di proprietà del Comune che lo adibì a prigione e sede di Corte per la giustizia di pace. Allo stato attuale dell’antico monastero, resta solo la chiesa sconsacrata, privata degli altari e di ogni opera d’arte, parte del chiostro insieme all’antico portale d’ingresso. Tutto il resto venne demolito, ormai in rovina, per far posto alla costruzione del nuovo palazzo comunale. Quando il monastero, nel 1963, fu acquistato dal comune gli altari presenti vennero demoliti e trasportati in altri luoghi per ordine del Vescovo; anche i  dipinti furono spostati e  conservati nelle sale dell’Episcopio.

## Descrizione
L’edificio è costituito da un’unica navata scandita da archi a tutto sesto che suddividono lo spazio in cinque campate. Nella prima campata a sinistra, partendo  dal fondo della chiesa, si apre l'ingresso sul lato settentrionale.  Nella parte superiore, sorretta da una grande arcata, vi è la tribuna del coro, con duplice ordine di stalli e un piccolo organo che accompagnava le preghiere ed il canto delle monache. Nelle due campate successive, nell'incavo delle pareti erano presenti  quattro altari. Nella quarta campata, originariamente, era presente nella parete sinistra una grande tela ovale, su quella di destra  il pulpito ligneo. Nell'ultima campata, su un piano sopraelevato di due gradini, vi era l'altare maggiore e sulla parete una tela con quattro ovali laterali.  Le monache potevano partecipare alla messa grazie a quattro affacci sulla navata. L’altare maggiore è caratterizzato da marmi policromi e da un bassorilievo finissimo che raffigura la “Visitazione”. Si  nota una Elisabetta incinta che abbraccia Maria, anch'essa nel turgore della maternità.
Le quattro tele degli altari laterali sono conservate nel palazzo vescovile.  Le religiose per adornare il loro luogo di preghiera commissionarono dipinti al neretino Donato Antonio D’Orlando che nel 1616 realizzò il grande dipinto di San Benedetto e santi, mentre nel 1618 quello delle Sante Maria Maddalena e Francesca Romana. Inoltre, con molta probabilità, nello stesso periodo realizzò quello della Visita di Maria ad Elisabetta. Nella chiesa delle Benedettine vi era un altro dipinto interessante, la Madonna col Bambino e Sant’Anna, databile agli inizi del Seicento, attribuito, al pittore gallipolino Gian Domenico Catalano. Un’altra tela, datata 1793,  è firmata da Onofrio Messina; questa raffigura la Madonna del Carmine con lo scapolare offerto alle anime del purgatorio. Sul pavimento le piastrelle di maiolica napoletana riproducevano un intreccio di tralci di vite su un fondo azzurro cielo, disteso per tutta l'ampiezza dell'edificio. Al centro spiccava il grande stemma del monastero, oggi ancora visibile.
Da questa chiesa proviene un altro altare marmoreo che riadattato e ridotto si trova nella chiesa ugentina di San Giovanni Bosco. L’Episcopio conserva anche altre tele provenienti dal monastero; la prima raffigura la visita di Maria ad Elisabetta, la seconda riproduce la Madonna col bambino al quale un'anziana donna, forse sant'Anna, forse una monaca, offre un fiore ed un canestro di ciliegie rosseggianti; la terza, forse di epoca precedente, presenta la scena di San Benedetto che salva San Placido dalle acque, alla presenza di San Mauro.